# Constipație
Constipația (care poartă denumirea medicală de coprostază) este un simptom medical, caracterizat de dificultatea sau imposibilitatea eliminării prin digestie a materiilor fecale. Cauzele constipației pot fi multiple, printre ele figurând alimentația nepotrivită, consumul insuficient de apă, probleme de metabolism și altele.
În general, constipația este descrisă drept situația eliminării conținutului intestinal cu o frecvență mai mică de 3 scaune pe săptămână.
De obicei, constipația apare atunci când materiile fecale rămân în colon mult timp, o mare parte din apă este absorbită și devin tari și uscate, formând un fecalom.